# Île-de-France Mobilités
Île-de-France Mobilités è un ente pubblico a carattere amministrativo francese che svolge il ruolo di autorità organizzatrice dei trasporti urbani nella regione dell'Île-de-France.